# Tr6
Tr6 – polskie oznaczenie parowozu towarowego pruskiej serii G82, późniejszej niemieckiej serii 5620-29,30.

## Historia
Parowozy zostały zaprojektowane do prowadzenia pociągów towarowych. Pierwsza lokomotywa została przekazana w kwietniu 1919 roku. Wyprodukowano 846 parowozów na zamówienie kolei niemieckich. Kursowały z lokalnymi pociągami towarowymi na lokalnych liniach kolejowych. W 1930 roku cztery parowozy dodatkowo zostały przystosowane do opalania pyłem węglowym. Po drugiej wojnie światowej 52 lokomotywy były eksploatowane przez Polskie Koleje Państwowe do prowadzenia pociągów towarowych na Dolnym Śląsku. Ostatni parowóz skreślono z inwentarza parowozowni Kłodzko w grudniu 1972 roku. W krajach niemieckich parowozy kursowały na liniach kolejowych do 1970 roku. 150 lokomotyw wykonano dla Turcji i Rumunii.
Na PKP w celach muzealnych zachowano jeden parowóz tego typu. Tr6-39 znajduje się obecnie w zbiorach Stacji Muzeum (dawniej Muzeum Kolejnictwa w Warszawie). Lokomotywa ta powstała w 1923 roku w zakładach Linke-Hoffmann Werke Breslau.